# Hai môn phối hợp Bắc Âu tại Thế vận hội Mùa đông 2018 - Vòng loại
Có tổng cộng 55 suất dành cho các vận động viên tranh tài tại đại hội. Mỗi nước có tối đa 5 vận động viên. Các vận động viên đạt điều kiện tham dự nếu họ có điểm số tại cúp thế giới hoặc cúp châu lục trong thời gian từ tháng 7 năm 2016 tới 21 tháng 1 năm 2018. Top 50 vận động viên trong danh sách phân bổ suất Olympic giành quyền tham dự. Chủ nhà được một vận động viên ở mỗi nội dung với điều kiện họ nằm trong danh sách phân bổ. Sau top 50, các suất sẽ được trao cho các quốc gia tham dự cuộc thi tiếp sức chưa có đủ bốn thành viên. Nếu sau đó chưa đủ 55 người, các quốc gia chưa có vận động viên sẽ được trao suất.

## Phân bổ suất
| Quốc gia                     | Vận động viên | Đồng đội |
| ---------------------------- | ------------- | -------- |
| Áo                           | 5             | X        |
| Cộng hòa Séc                 | 4             | X        |
| Estonia                      | 2             |          |
| Phần Lan                     | 5             | X        |
| Pháp                         | 5             | X        |
| Đức                          | 5             | X        |
| Ý                            | 4             | X        |
| Nhật Bản                     | 5             | X        |
| Na Uy                        | 5             | X        |
| Ba Lan                       | 4             | X        |
| Vận động viên Olympic từ Nga | 2 1           |          |
| Slovenia                     | 3 2           |          |
| Hàn Quốc                     | 1             |          |
| Thụy Sĩ                      | 1             |          |
| Ukraina                      | 1             |          |
| Hoa Kỳ                       | 5             | X        |
| Tổng: 16 nước                | 55            | 10       |

- Cộng hòa Séc và Ba Lan nhận được một suất cho cuộc thi tiếp sức.
- FIS liệt kê Mỹ có 5 vận động viên, nhưng chỉ có bốn người có trên danh sách Olympic.

Các quốc gia còn cơ hội có suất
Có hai suất bị từ chối và là cơ hội để các nước khác có suất. In đậm là nhận suất.
| Hoa Kỳ · Ý · Hoa Kỳ · Vận động viên Olympic từ Nga · Cộng hòa Séc · Estonia · Vận động viên Olympic từ Nga · Ukraina · Slovenia · Vận động viên Olympic từ Nga |